# Douelou
Douelou est une localité du Cameroun située au sud du lac Tchad, dans le département du Logone-et-Chari et la Région de l'Extrême-Nord. Elle fait partie de la commune de Goulfey et du canton de Amdane. On distingue Douelou I (Makari) Blama Ema et Douelou II.

## Population
Lors du recensement de 2005, on a dénombré 167 personnes à Douelou I et 83 à Douelou II.